# Делберхей
Делберхе́й (рос. Дэлбэрхэй) — село у складі Агінського району Забайкальського краю, Росія. Входить до складу Орловського міського поселення.

## Населення
Населення — 17 осіб (2010; 15 у 2002).
Національний склад (станом на 2002 рік):
- буряти — 73 %